# CDFS Segorbe
El CDFS Segorbe Viveros Más de Valero más conocido como CDFS Segorbe es un club de fútbol sala del municipio de Segorbe. Juega en Tercera División de Fútbol Sala, la cuarta categoría Nacional.

Actualmente disputa sus encuentros en el Pabellón Municipal de Segorbe.

## Plantilla 21/22

### Jugadores 21/22
| Número | Nombre                         |
| ------ | ------------------------------ |
| 1      | Marco Matallin Guillamon       |
| 3      | Alejandro Aguilar Jiménez      |
| 4      | Alejandro Moral Navarro        |
| 6      | Daniel Gil Fetes               |
| 7      | Pablo García Escuder           |
| 8      | Pau Belles Juan                |
| 9      | Jesus Hernandez Fernandez      |
| 10     | David Capitán Rodriguez        |
| 11     | Pol García Fenoy               |
| 12     | Omar Molines Arranz            |
| 13     | Salah Eddin Bouyajdad Buzakhti |
| 15     | Iván Bolos Villalba            |
| 16     | Oscar Maeso Garcia             |
| 17     | Daniel Palomar Garnes          |

### Cuerpo técnico 21/22
Entrenador Titular:   Hector Nuñez Martinez
Segundo Entrenador:   Anastasia Cabello Mendez
Delegado Sala:   Domingo Aparicio Chagoyen
Delegado Sala:   Angel Palomar Sanmillan
Ats o Fisioterapeuta:   Fernando Marques Montes

## Resumen Últimas Temporadas
| TEMPORADA 2017/2018SEGUNDA DIVISIÓN B FUTSAL GRUPO 2 |              |    |     |     |        |
| Posición                                             | Posición     | PJ | GF  | GC  | Puntos |
| 5.º                                                  | CDFS Segorbe | 30 | 144 | 112 | 56     |

| TEMPORADA 2018/2019SEGUNDA DIVISIÓN B FUTSAL GRUPO 3 |              |    |    |     |        |
| Equipo                                               | Equipo       | PJ | GF | GC  | Puntos |
| 15.º (descenso a Tercera)                            | CDFS Segorbe | 30 | 83 | 138 | 18     |

| TEMPORADA 2019/2020TERCERA DIVISIÓN FUTSAL GRUPO 14 |         |    |    |    |        |
| Equipo                                              | Equipo  | PJ | GF | GC | Puntos |
| 1.º (ganan el play-off) (ascenso a Segunda B)       | Segorbe | 22 | 91 | 50 | 51     |

| TEMPORADA 2020/2021SEGUNDA DIVISIÓN B FUTSAL GRUPO 6 |         |    |    |    |        |
| Equipo                                               | Equipo  | PJ | GF | GC | Puntos |
| 5.º                                                  | Segorbe | 18 | 55 | 52 | 27     |

## Palmarés
Campeón de Tercera División Nacional de Fútbol Sala.